# Bulowice
Bulowice est une localité polonaise de la gmina de Kęty, située dans le powiat d'Oświęcim en voïvodie de Petite-Pologne.

## Démographie
En 2021, la population était de 4 901 habitants.